# South Gifford
South Gifford – wieś w Stanach Zjednoczonych, w stanie Missouri, w hrabstwie Macon.